# Tashkent Open 2017
Tashkent Open 2017 byl tenisový turnaj pořádaný jako součást ženského okruhu WTA Tour, který se hrál na otevřených dvorcích s tvrdým povrchem Plexipave Taškentského tenisového centra. Konal se mezi 25. až 30. září 2017 v uzbecké metropoli Taškentu jako devatenáctý ročník turnaje.
Turnaj s rozpočtem 250 000 dolarů patřil do kategorie WTA International. Nejvýše nasazenou hráčkou ve dvouhře se stala čtyř. Nejvýše nasazenou hráčkou ve dvouhře se stala čtyřicátá druhá žena klasifikace a obhájkyně trofeje Kristýna Plíšková z České republiky. Jako poslední přímá účastnice do dvouhry nastoupila česká 119. hráčka žebříčku Tereza Martincová z Bulharska.
První titul po devíti letech vybojovala Ukrajinka Kateryna Bondarenková. Deblovou část ovládl maďarsko-český pár Tímea Babosová a Andrea Hlaváčková.

## Distribuce bodů a finančních odměn

### Distribuce bodů
| Soutěž  | vítězky | finalistky | semifinalistky | čtvrtfinalistky | 16 v kole | 32 v kole | Q  | Q2 | Q1 |
| ------- | ------- | ---------- | -------------- | --------------- | --------- | --------- | -- | -- | -- |
| dvouhra | 280     | 180        | 110            | 60              | 30        | 1         | 18 | 12 | 1  |
| čtyřhra | 280     | 180        | 110            | 60              | 1         | —         | —  | —  | —  |

### Finanční odměny
| Soutěž                              | vítězky | finalistky | semifinalistky | čtvrtfinalistky | 16 v kole | 32 v kole | Q2     | Q1   |
| ----------------------------------- | ------- | ---------- | -------------- | --------------- | --------- | --------- | ------ | ---- |
| dvouhra                             | $43 000 | $21 400    | $11 500        | $6 200          | $3 420    | $2 220    | $1 285 | $750 |
| čtyřhra                             | $12 300 | $6 400     | $3 435         | $1 820          | $960      | —         | —      | —    |
| částka ve čtyřhře je uvedena na pár |         |            |                |                 |           |           |        |      |

## Ženská dvouhra

### Nasazení
| Stát                         | Hráčka                   | WTA | Nasazení |
| ---------------------------- | ------------------------ | --- | -------- |
| Česko                        | Kristýna Plíšková        | 42. | 1.       |
| Maďarsko                     | Tímea Babosová           | 53. | 2.       |
| Německo                      | Tatjana Mariová          | 54. | 3.       |
| Rumunsko                     | Irina-Camelia Beguová    | 55. | 4.       |
| Česko                        | Markéta Vondroušová      | 64. | 5.       |
| Srbsko                       | Aleksandra Krunićová     | 65. | 6.       |
| Japonsko                     | Nao Hibinová             | 72. | 7.       |
| Rusko                        | Jekatěrina Alexandrovová | 75. | 8.       |
| Žebříček WTA k 18. září 2017 |                          |     |          |

### Jiné formy účasti
Následující hráčky obdržely divokou kartu do hlavní soutěže:
- Nigina Abduraimovová
- Akgul Amanmuradovová
- Sabina Šaripovová

Následující hráčky nastoupily do hlavní soutěže pod žebříčkovou ochranou:
- Vitalija Ďjačenková
- Misa Egučiová
- Stefanie Vögeleová

Následující hráčky postoupily do hlavní soutěže z kvalifikace:
- Lizette Cabrerová
- Jana Fettová
- Irina Chromačovová
- Věra Zvonarevová

### Odhlášení
před zahájením turnaje
- Julia Boserupová → nahradila ji  Kateryna Kozlovová
- Kirsten Flipkensová → nahradila ji  Stefanie Vögeleová

## Ženská čtyřhra

### Nasazení
| Stát                                                                     | Hráčka                | Stát    | Hráčka               | WTA  | Nasazení |
| ------------------------------------------------------------------------ | --------------------- | ------- | -------------------- | ---- | -------- |
| Maďarsko                                                                 | Tímea Babosová        | Česko   | Andrea Hlaváčková    | 24.  | 1.       |
| Japonsko                                                                 | Nao Hibinová          | Gruzie  | Oxana Kalašnikovová  | 125. | 2.       |
| Ukrajina                                                                 | Kateryna Bondarenková | Srbsko  | Aleksandra Krunićová | 146. | 3.       |
| Rusko                                                                    | Irina Chromačovová    | Turecko | İpek Soyluová        | 170. | 4.       |
| Žebříček WTA k 18. září 2017; číslo je součtem umístění obou členek páru |                       |         |                      |      |          |

### Jiné formy účasti
Následující páry obdržely divokou kartu do hlavní soutěže:
- Olesja Kimová /  Sevil Juldaševová
- Kristýna Plíšková /  Iroda Tuljaganovová

## Přehled finále

### Ženská dvouhra
- Kateryna Bondarenková vs.  Tímea Babosová, 6–4, 6–4

### Ženská čtyřhra
- Tímea Babosová /  Andrea Hlaváčková vs.  Nao Hibinová /  Oxana Kalašnikovová, 7–5, 6–4